# 왕리핑 (축구인)
왕리핑(중국어 간체자: 王丽萍, 정체자: 王麗萍, 병음: Wáng Lìpíng, 한자음: 왕려평, 1973년 11월 12일 ~ )은 중화인민공화국의 축구 선수이다. FIFA 여자 월드컵에 3번(1995, 1999, 2003), 올림픽 축구에 3번(1996, 2000, 2004) 출전하였으며, 1996년 하계 올림픽 여자 축구에서 은메달을 획득하였다.